# Méquitazine
La méquitazine est une substance chimique de la famille des phénothiazines et des quinuclidines. Ses propriétés antihistaminiques sont employées dans le traitement de l'allergie. Cet antihistaminique est légèrement sédatif, et possède des effets anticholinergiques. Ce médicament est déconseillé par la revue médicale indépendante Prescrire.